# Yonne (departement)
 For alternative betydninger, se Yonne. (Se også artikler, som begynder med Yonne)
Yonne ( fransk udtale ?) er et fransk departement i regionen Bourgogne. Hovedbyen er Auxerre, og departementet har 333.221 indbyggere (1999). Det er gennemskåret fra syd til nord af floden, der har givet departementet sit navn: Yonne. Denne er en biflod til Seinen, som den løber sammen med ved Montereau-Fault-Yonne (Seine-et-Marne). Det franske nationale institut for statistik og postvæsnet har givet departementet nummer 89. Indbyggerne kaldes Icaunais og Icaunaises.
Yonne er et af landets attraktive departementer, hvor der er flere tilflyttere end fraflyttere. Denne attraktivitet gør departementet til et af de mest dynamiske i Bourgogne med en årlig stigning i befolkningstallet på 0,41%.
Der er cirka 353.000 indbyggere i departementet, hvillket gør det til det tredjestørste i Bourgogne. I hovedstaden bor der omkring 40.000 i selve kommunen og 90.000 i storkommunen.

## Navn og etymologi
« Ica-Ona » eller « Icauna » er det prælatinske navn for floden Yonne. I det 2. århundrede kaldes Yonne Icauna eller Ica-ona, i hvilket navn man finder det prækeltiske ic- eller ica- efterfulgt af suffikset -onna, som formentlig betyder vand. Menneskerne omkring floden har tidligt set at floden giver gode muligheder for handel, men også at den kan være et lunefuldt bekendtskab, derfor har man tidligt tilbedt den i religiøs kontekst og flodguden Ica-Onna er derved opstået.

## Historie
Departementet var fra 1771 og frem til revolutionen ejet af onklen til Louis XVI, François-Xavier de Saxe. Yonne blev oprettet ved lov af 22. december 1789 ved at tage dele af provinserne Bourgogne, Champagne og Orléanais.

## Geografi
Yonne er en del af regionen Bourgogne og grænser op til de andre departementer Aube, Côte-d'Or, Nièvre, Loiret og Seine-et-Marne. Departementet dækker områderne Puisaye (som er et bocagelandskab over en undergrund af ler) og Forterre (som er åbne landskaber over en kalkundergrund).
Auxerre er den største by i departementet med omkring 40.000 indbyggere, herefter følger Sens (30.000 indbyggere) og Joigny (10.000 indbyggere).

## Klima
Klimaet i Yonne er kendetegnet ved at være et fastlandsklima, hvor man ser store temperaturudsving, med varme somre og kolde vintre. Under hedebølgen i Frankrig i 2003, oplevede man i Auxerre den højest målte temperatur med 41 °C.
Der er dog lokale forskelle, således kan der være store forskelle i mikroklimaet i nord, syd øst og vest. I området omkring Auxerre er det ofte tørt og varmt, mens det i Morvan er anderledes køligt og fugtigt.
Om vinteren ser man ofte snedækkede landskaber..

## Transport
Departementet ligger godt , når det kommer til transport. Motorvejen A6 gennemskærer departementet og har bl.a. afkørsler ved Auxerre, Sens og Avallon. Motorvejen A19 løber sammen med A5 nær Sens.
Lufttrafikken varetages primært fra lufthavnen Auxerre-Branches, men er begrænset dels af kundeunderlaget og dels af nærheden til Paris' lufthavne.
Stationerne Auxerre-Saint-Gervais, Laroche - Migennes og Sens er de vigtigste knudepunkter for togtrafikken. Der er hver dag regelmæssig togforbindelse mellem Paris Bercy og Auxerre. De fleste af togene har endestation på enten Avallon eller Clamecy.
For at lette flodtransporten på Yonne har man indrettet en flodhavn i Gron, som gør det muligt at omlade alle former for gods mellem flod og vej.

## Demografi
Indbyggerne i Yonne kaldes Icaunais.
Mellem 1999 og 2007, er der kommet mere end 8.000 flere indbyggere i departementet.
Ifølge folketællingen 1. januar 2008, var 12,4 % af boligmassen optaget af folk, der ikke boede fast i departementet.

## Kultur
En stor del af Yonne består af den nedre del af Bourgogne fransk: Basse-Bourgogne (Auxerrois, Tonnerrois, Chablisien) og af den nordlige del af Morvan og her taler man bourguignon-morvandeau, som er en dialekt af langue d'oïl, men som tales i forskellige varianter. I den del af departementet, hvor man ikke taler bourguignon-morvandeau, tales der champenois eller den dialekt man taler i Centre.
Puisaye-Forterre festivalen er en række klassiske musikfestivaler, der har fundet sted hvert år i anden halvdel af august siden 2003 i Puisaye-Forterre, i 15 kommuner i departementerne Yonne, Nièvre og Loiret.

## Turisme
I Yonne er det muligt at udforske ruiner, historiske monumenter og museer, kendte vinmarker (Chablis, Irancy) og kulinariske specialiteter, ligesom der er de store naturregioner som Boutissaint, i hjertet af Puisaye, og en del af Parc naturel régional du Morvan, som også strækker sig ind i Côte-d'Or og i Nièvre.
De bedst kendte steder er sådanne som: katedralen og museerne i Sens (katedralens skatte overgås kun af Sainte-Foy-de-Conques, og indeholder specielt Thomas Beckets alterklæder), abbediet Saint-Germain i Auxerre, Vézelay-højen, det middelalderlige arbejdssted i Guédelon, slottene Saint-Fargeau, Ancy-le-Franc, Maulnes, og grotterne ved Arcy-sur-Cure hvor man dels kan finde geologiske særheder og dels se hulemalerier.

## Diverse

### Personer med tilknytning til departementet

#### Født i Yonne
- 1633 : Vauban i Saint-Léger-Vauban
- 1656 : René Lepage de Sainte-Claire i Ouanne
- 1713 : Jacques-Germain Soufflot i Irancy
- 1717 : Jacob-Nicolas Moreau i Saint-Florentin
- 1734 : Rétif de la Bretonne i Sacy
- 1768 : Joseph Fourier i Auxerre
- 1770 : Louis Nicolas Davout i Annoux
- 1817 : Pierre Larousse i Toucy
- 1833 : Paul Bert i Auxerre
- 1860 : Paulin Méry i Villiers-sur-Tholon
- 1869 : abbed Ernest Deschamps i Villiers-sur-Tholon
- 1873 : Colette i Saint-Sauveur-en-Puisaye
- 1883 : Marie Noël i Auxerre
- 1884 : Saturnin Fabre i Sens
- 1897 : Le docteur Petiot i Auxerre
- 1902 : Marcel Aymé i Joigny
- 1920 : Roger Rocher
- 1932 : Jean-Paul Rappeneau i Auxerre
- 1934 : Émile Louis i Pontigny
- 1941 : Hélène Manesse i Montréal
- 1943 : Marc Meneau i Avallon
- 1953 : Isabelle Alonso i Auxerre
- 1983 : Bacary Sagna i Sens
- 1984 : Florian Fritz i Sens
- 1984 : Bérengère Schuh i Auxerre
- 1987 : Clément Chantôme i Sens
- 1987 : Chris Malonga i Sens

#### Tilflyttet eller bor i Yonne
- Émile Louis
- Brennos i Sens
- Maximilien de Béthune på château de Bontin i Les Ormes
- Stéphane Mallarmé i Sens
- Jean d'Ormesson i Saint-Fargeau
- Guy Roux i Auxerre
- France Gall i Toucy
- Julien Clerc og Miou-Miou i Parly
- Roland Giraud i Sens
- Garry Kasparov i Auxerre
- Frédéric Demontfaucon i Avallon
- Leslie Caron i Villeneuve sur Yonne
- Robert Dhéry i Héry
- Guillaume-Joseph Roussel dit Cadet Rousselle i Auxerre
- Jacques Lacarrière i Sacy
- Pierre Cao i Auxerre
- Élodie Frégé i Treigny

#### De døde i Yonne
- 1242 : Saint Edme begravet i Pontigny
- 1865 : Jean-Roch Coignet i Auxerre
- 1960 : Albert Camus, døde i et biluheld tæt ved Petit Villeblevin